# Kathedraal van Oliwa
De kathedraal van Oliwa (Pools: Kościół pod wezwaniem Trójcy Świętej, Najświętszej Maryi Panny i Świętego Bernarda, Kerk van de Heilige Drievuldigheid, de heiligste Maagd Maria en de Heilige Bernardus) is een kathedraal en hoofdkerk van het aartsbisdom Gdańsk in Gdańsk Oliwa, een wijk van de Poolse stad Gdańsk. De kathedraal werd gebouwd tussen de 13e en 18e eeuw. De kerk is 107 m lang en is daarmee de langste kerk van Polen.
Er zijn twee kerkorgels in de kathedraal. Het grote dateert uit de periode 1763-1788; een kleinere dateert uit 2003 en heeft een 16e-eeuwse ombouw. De ombouw van het grote orgel wordt beschouwd als de grootste orgelombouw ter wereld.

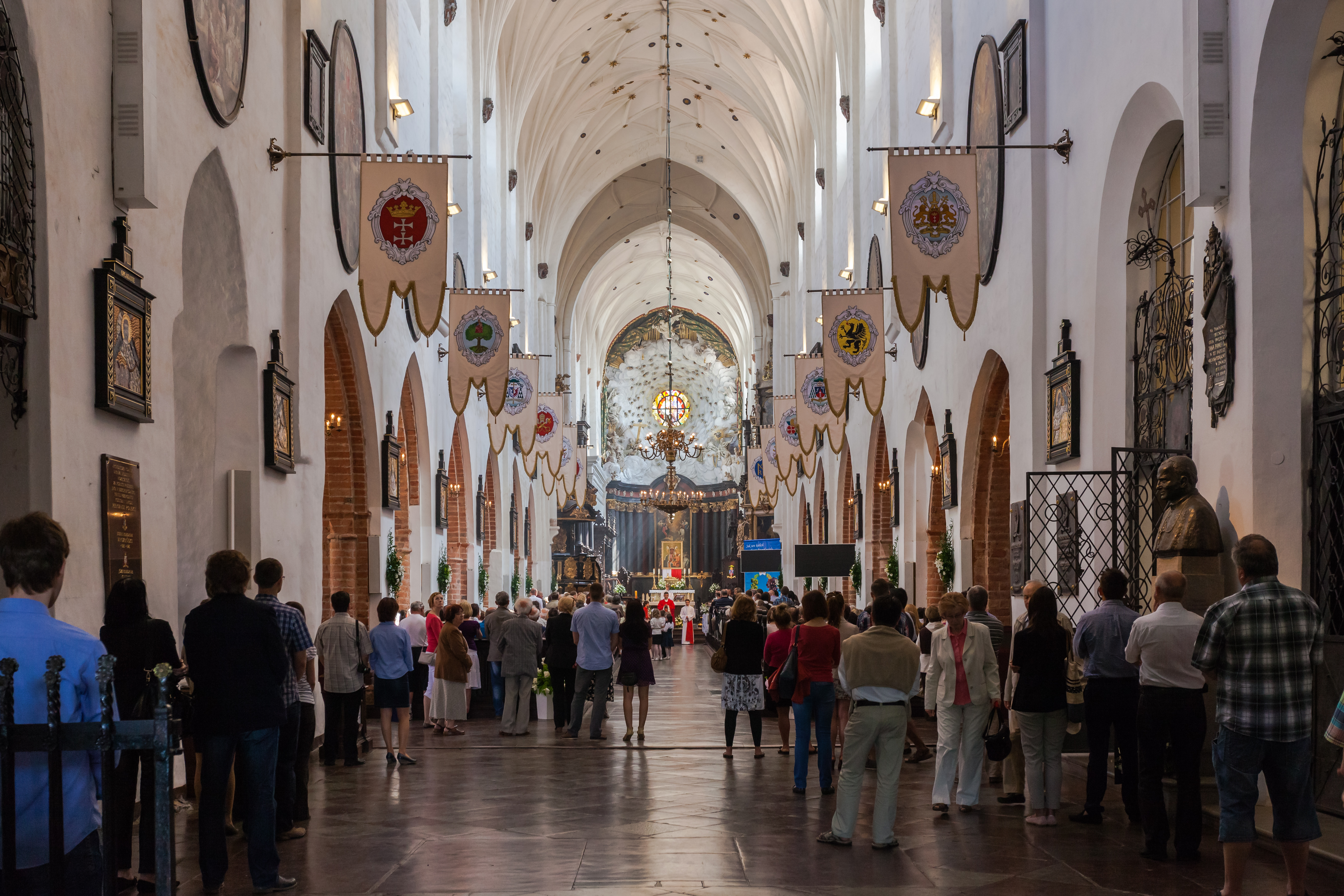
Interieur
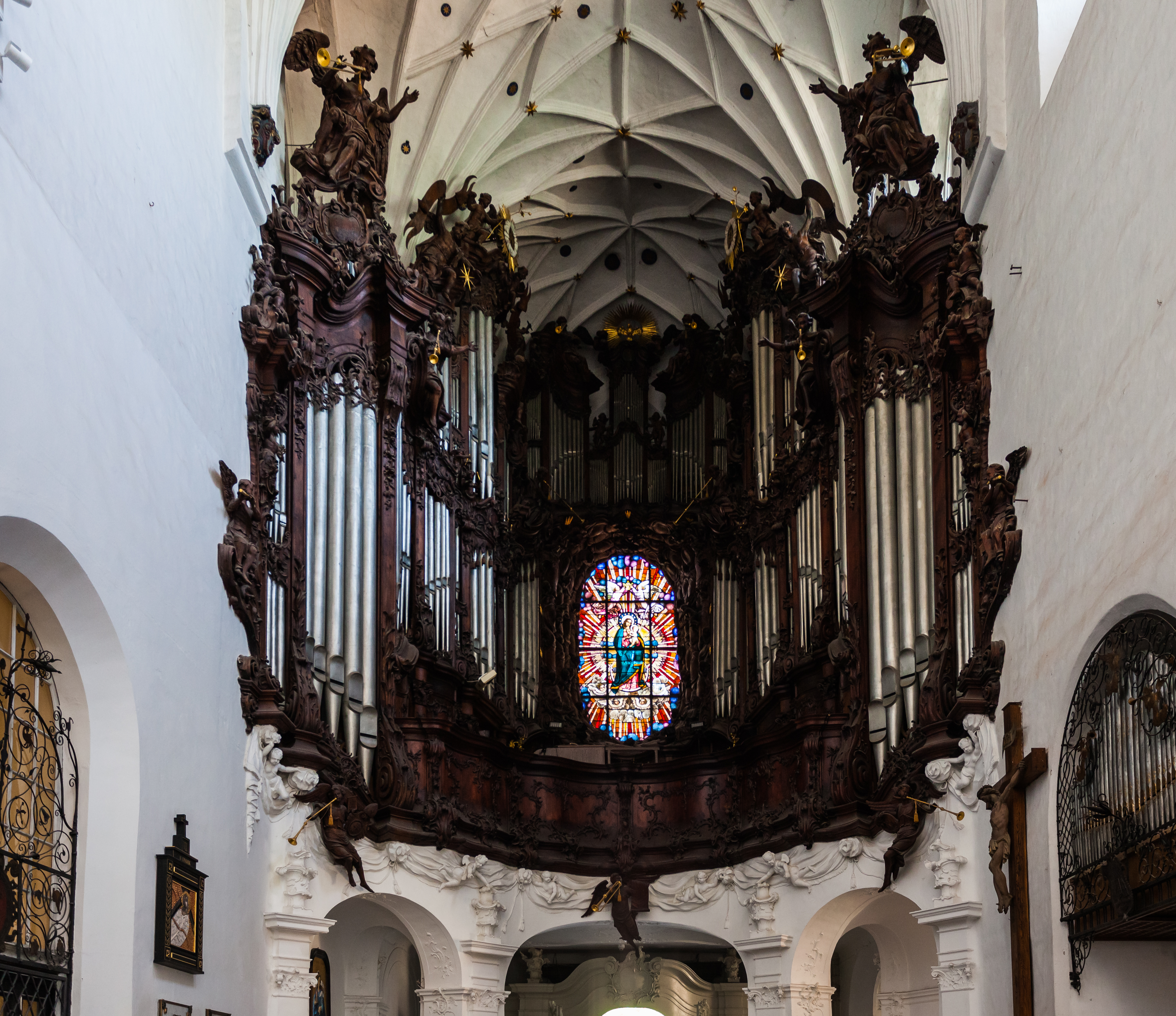
Het grote orgel
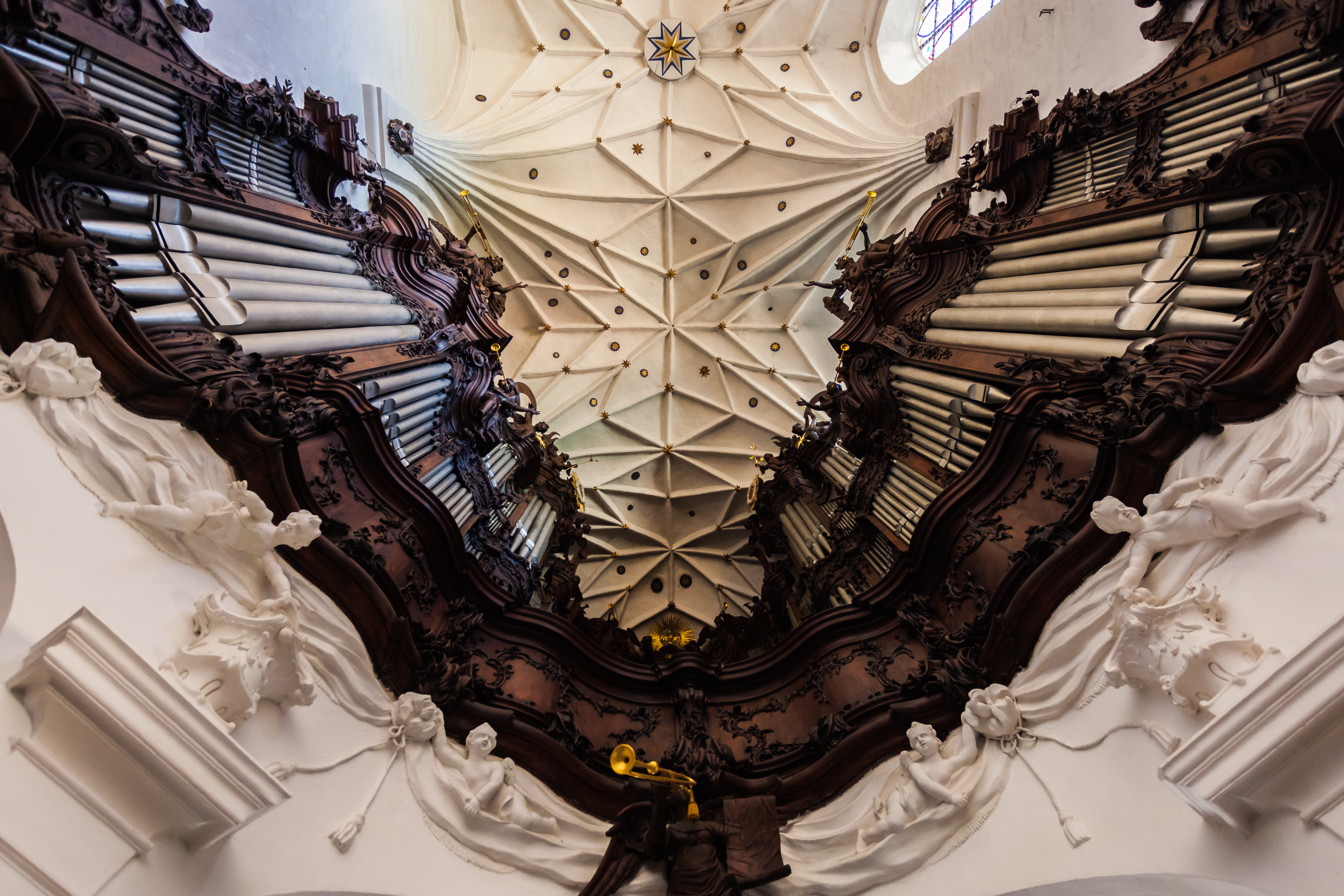
Het grote orgel gezien van onderaf